# Sebastian Hermans
Sebastian Hermans (3 mei 1983) is een gewezen Belgisch profvoetballer. Hij vatte zijn profcarrière in Eerste Klasse aan bij Eendracht Aalst. Eén seizoen later verkaste hij naar topploeg Club Brugge. Daar was hij vijf jaar in loondienst, al speelde hij amper mee met de eerste ploeg. Hij speelde wel een hoofdrol in de Supercup van 2004, waarin hij de 0-1 scoorde tegen Anderlecht. Vanaf 2006 was hij achtereenvolgens voor KMSK Deinze en KFC VW Hamme actief in Tweede Klasse. Hermans sloot zijn profcarrière af bij derdeklasser KSV Temse, waarna hij in 2011-12 nog één seizoen actief was voor de Nederlandse amateurclub HSV Hoek. Tegenwoordig is Sebastian medezaakvoerder van een sportmedisch centrum. 

## Statistieken
| Seizoen | Club            | Land               | Competitie             | Competitie | Competitie | Europees | Europees | Beker | Beker | Totaal | Totaal |
| Seizoen | Club            | Land               | Competitie             | Wed.       | Dlp.       | Wed.     | Dlp.     | Wed.  | Dlp.  | Wed.   | Dlp.   |
| ------- | --------------- | ------------------ | ---------------------- | ---------- | ---------- | -------- | -------- | ----- | ----- | ------ | ------ |
| 2000-01 | Eendracht Aalst | Vlag van België    | Jupiler Pro League     | 8          | 2          | –        | –        | 1     | 0     | 9      | 2      |
| 2001-02 | Club Brugge     | Vlag van België    | Jupiler Pro League     | 0          | 0          | –        | –        | 1     | 1     | 1      | 1      |
| 2002-03 | Club Brugge     | Vlag van België    | Jupiler Pro League     | 0          | 0          | 0        | 0        | 1     | 0     | 1      | 0      |
| 2003-04 | Club Brugge     | Vlag van België    | Jupiler Pro League     | 1          | 0          | –        | –        | 1     | 0     | 2      | 0      |
| 2004-05 | Club Brugge     | Vlag van België    | Jupiler Pro League     | 1          | 0          | 0        | 0        | 2     | 1     | 3      | 1      |
| 2005-06 | Club Brugge     | Vlag van België    | Jupiler Pro League     | 0          | 0          | 0        | 0        | 0     | 0     | 0      | 0      |
| 2006-07 | KMSK Deinze     | Vlag van België    | Tweede Klasse          | 13         | 3          | –        | –        | 0     | 0     | 13     | 3      |
| 2007-08 | KMSK Deinze     | Vlag van België    | Tweede Klasse          | 30         | 7          | –        | –        | 1     | 0     | 31     | 7      |
| 2008-09 | KFC VW Hamme    | Vlag van België    | Tweede Klasse          | 21         | 1          | –        | –        | 0     | 0     | 21     | 1      |
| 2009-10 | KFC VW Hamme    | Vlag van België    | Tweede Klasse          | ?          | ?          | –        | –        | 1     | 0     | ?      | ?      |
| 2010-11 | KSV Temse       | Vlag van België    | Derde Klasse A         | ?          | ?          | –        | –        | ?     | ?     | ?      | ?      |
| 2011-12 | HSV Hoek        | Vlag van Nederland | Zaterdag Hoofdklasse B | ?          | ?          | –        | –        | ?     | ?     | ?      | ?      |